# Maibutter
Maibutter (früher und alemannisch auch Maienanke) ist die Butter von Kühen, die den ersten Weidegang im Frühling haben. Die Milch bei Weidegang (und damit die daraus hergestellte Frühlingsbutter) ist qualitativ deutlich besser und vitaminreicher als die Milch, welche die Kühe aus Silage (Silofutter) und Heu produzieren.
Butter zeigt im Jahresverlauf leichte farbliche Nuancen, wobei Maibutter wie auch allgemein „Sommerbutter“ eine intensivere Gelbfärbung aufgrund eines höheren Carotin-Gehalts besitzt.

## Weitere Bedeutungen
- In Tirol und Südtirol bezeichnet Maibutter ein Gericht aus halbgeschlagenem Rahm (Obers), der mit Zimt und Zucker bestreut gegessen wird.[3]
- In der Rechtsgeschichte bezeichnete Maibutter auch eine Naturalabgabe, die im Mai zu entrichten war.[4]

## Trivia
- „Karauschen mit Maibutter“ ist eine besondere Form der Karospiel-Ansage im Skatspiel.
- Früher gab es auch den Begriff Aprilbutter (Butter, die im April gewonnen wurde und der die Kräfte des Frühlingsmonats zugesprochen wurden).[5]